# Est!
Est! è il primo EP del gruppo folk punk romano Rein. È stato pubblicato nel 2005 grazie alla collaborazione con la Free Hardware Foundation, ristampato poi due anni dopo. Il disco è disponibile con licenza Creative Commons - Non commerciale - Non derivate 2.5 Italia cui, a partire dall'edizione del 2007, è stata aggiunta l'Autorizzazione Diffusion della FHF, che consente, in abbinamento ad un'altra licenza, la libera esecuzione in pubblico per scopi non commerciali. La seconda traccia, I Tram di Roma, è stata scritta e suonata assieme con Roberto Billi de I ratti della Sabina.

## Tracce
1. Est - 4:05
2. I tram di Roma[senza fonte] - 3:30
3. Caro amore - 3:11
4. Il naufragio del Kater I - 2:04
5. La canzone di Chiara - 4:14
6. Pazzi in Normandia (la canzone di Marta) - 5:52

## Formazione
- Gianluca Bernardo - voce, chitarra elettrica, tastiera, testi
- Claudio "Pozzio" Mancini - chitarra acustica, chitarra elettrica
- Luca De Giuliani - chitarra elettrica, pianoforte, sintetizzatore
- Pierluigi Toni - basso elettrico, contrabbasso
- Gabriele Petrella - batteria, percussioni, cori
- Claudio Montalto - tromba
- Adriano Bonforti - pianoforte, Hammond